# Bergshamra (tunnelbanestation)
Bergshamra är en station på Stockholms tunnelbana som trafikeras av T-bana 2 (röda linjen) mellan Danderyds sjukhus och Universitetet, belägen i stadsdelen Bergshamra inom Solna kommun. Avståndet från station Slussen är 8,8 kilometer.
Stationen togs i bruk den 29 januari 1978 och har två biljetthallar. Den norra har entré från Bergshamra torg. Den södra öppnades den 11 april 1987 och har entré från Kraus torg.
Bergshamravägen går på en underjordisk bro direkt ovanpå gången mellan södra entrén och plattformen. Från norra entrén är avståndet ner till plattformen 20 meter.
Konstnärlig utsmyckning : Röster från det förflutna, fossil, och runinskrifter av Göran Dahl, Carl Johan De Geer och Kristina Anshelm, 1978. Bland runinskrifterna märks en fullständig återgivning av den berömda Rökstenens utseende.

## Galleri

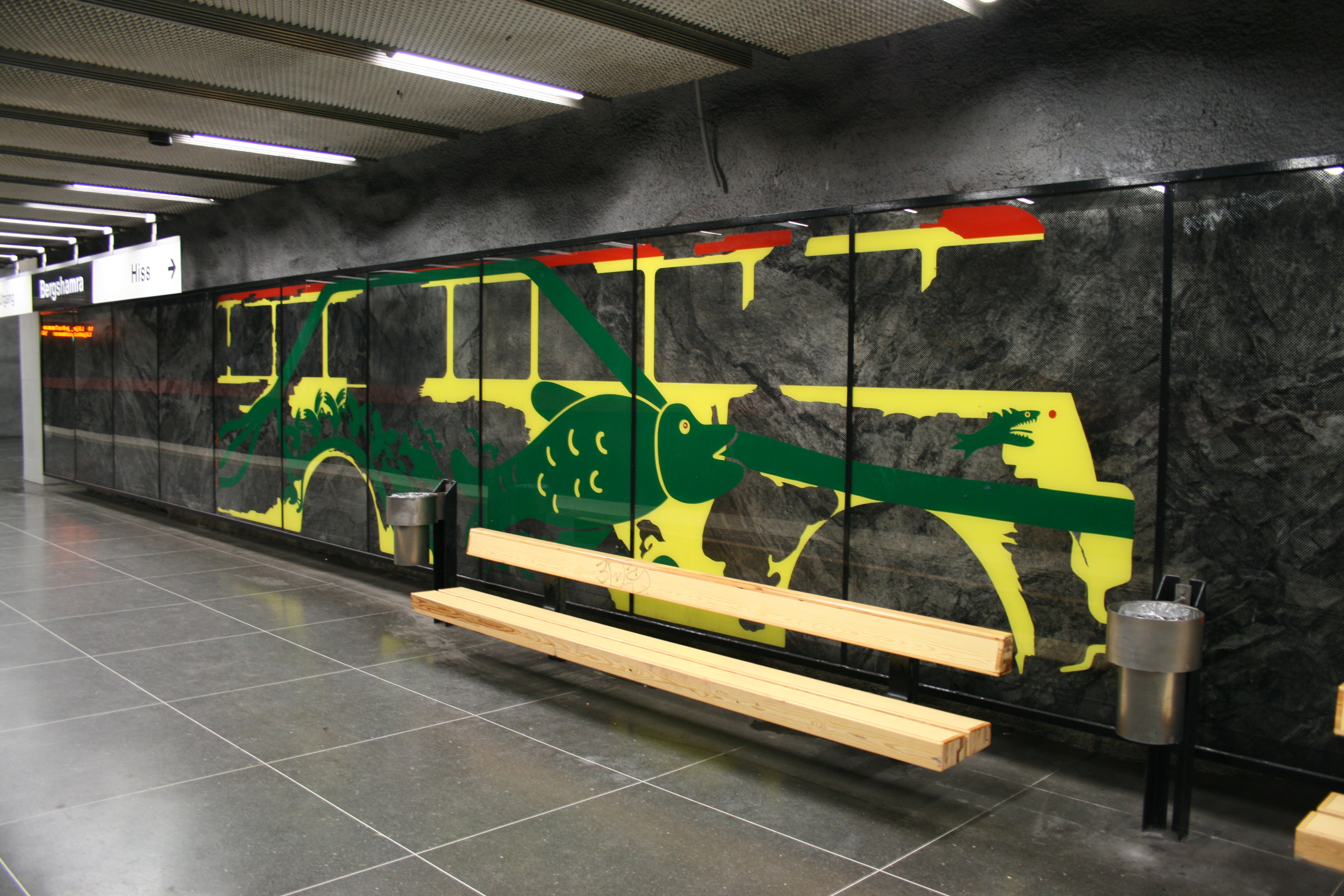
Konstverk med bänkar
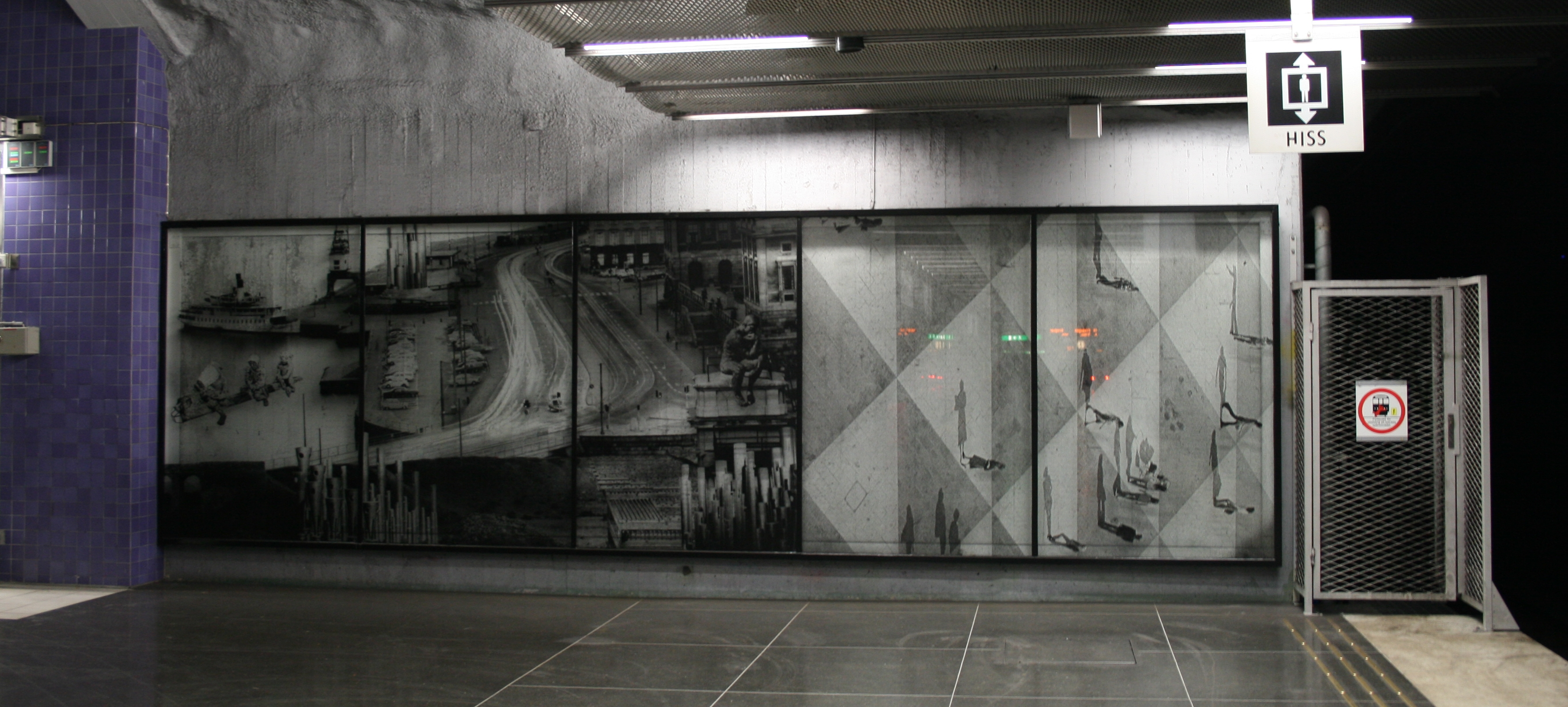
Konstverk
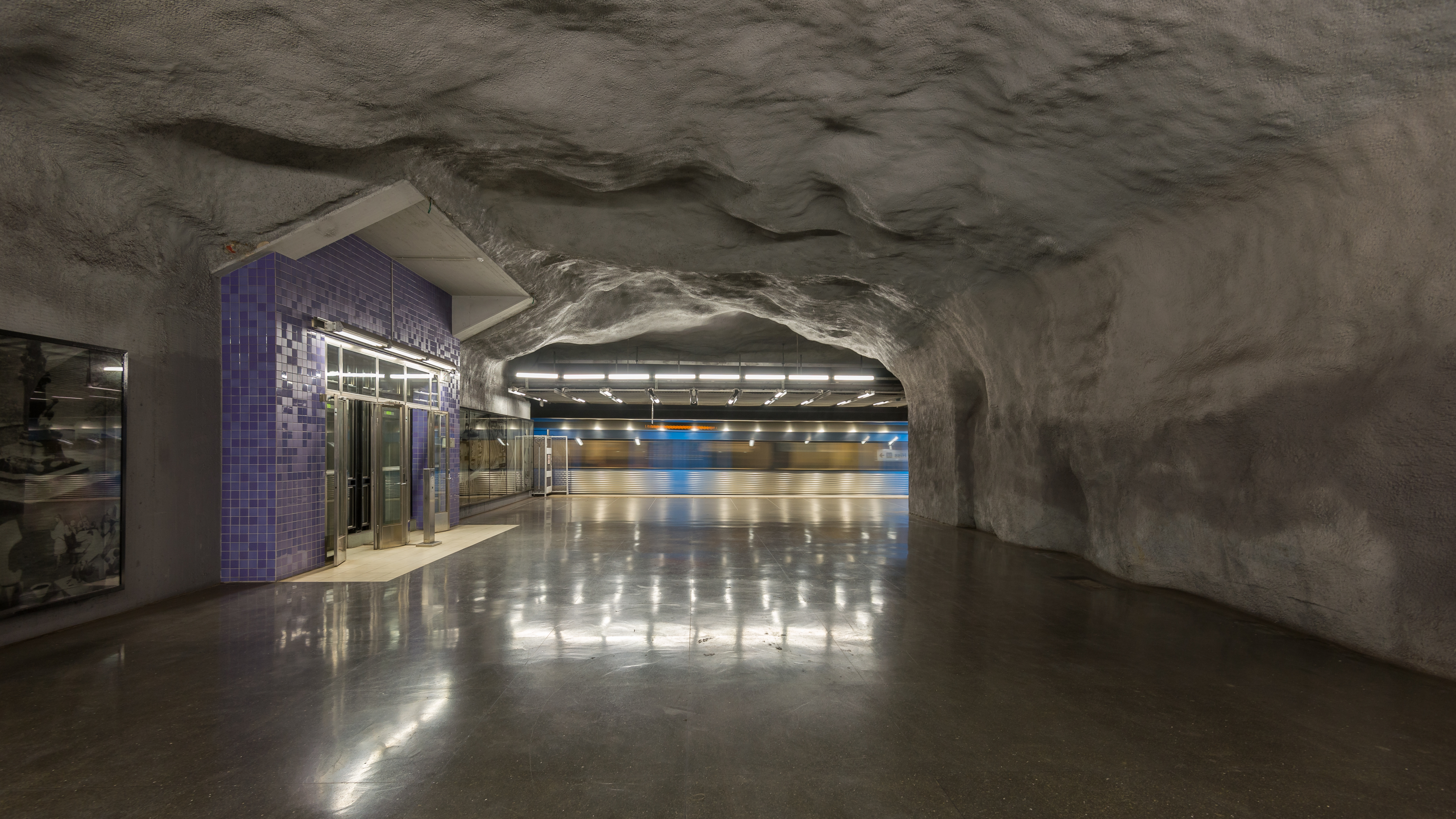
Gång till plattformen
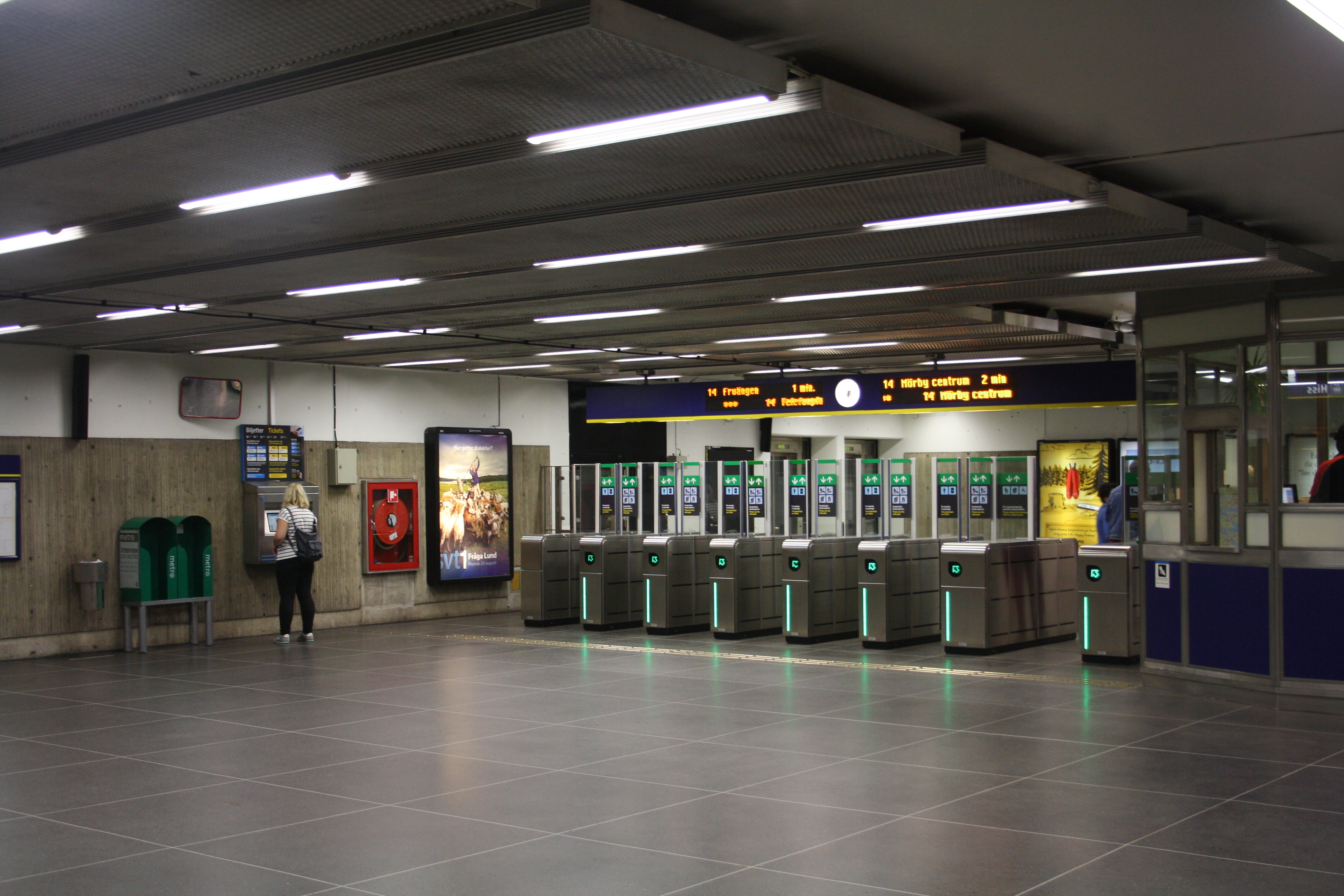
Spärren vid norra uppgången.
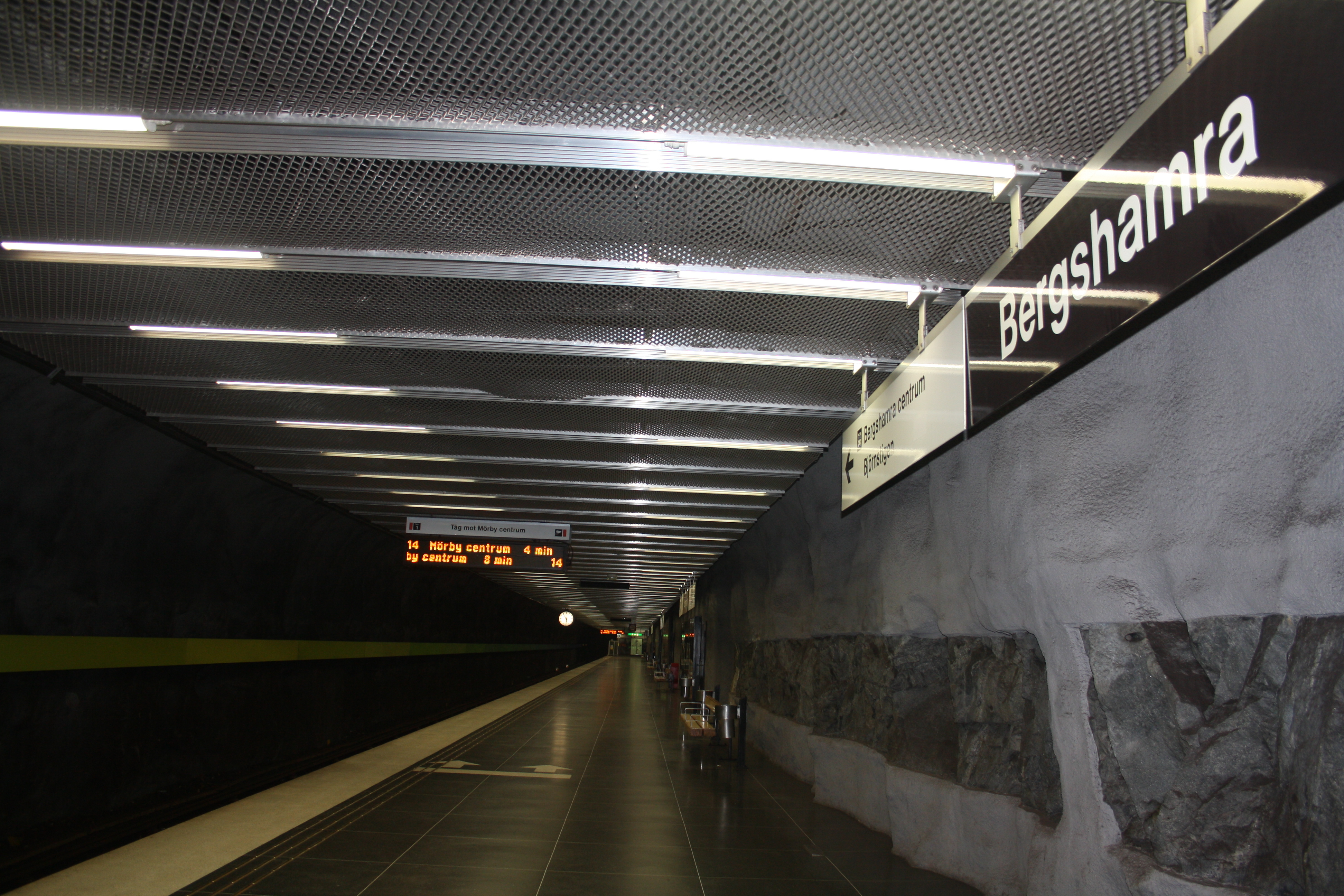
Perrongen
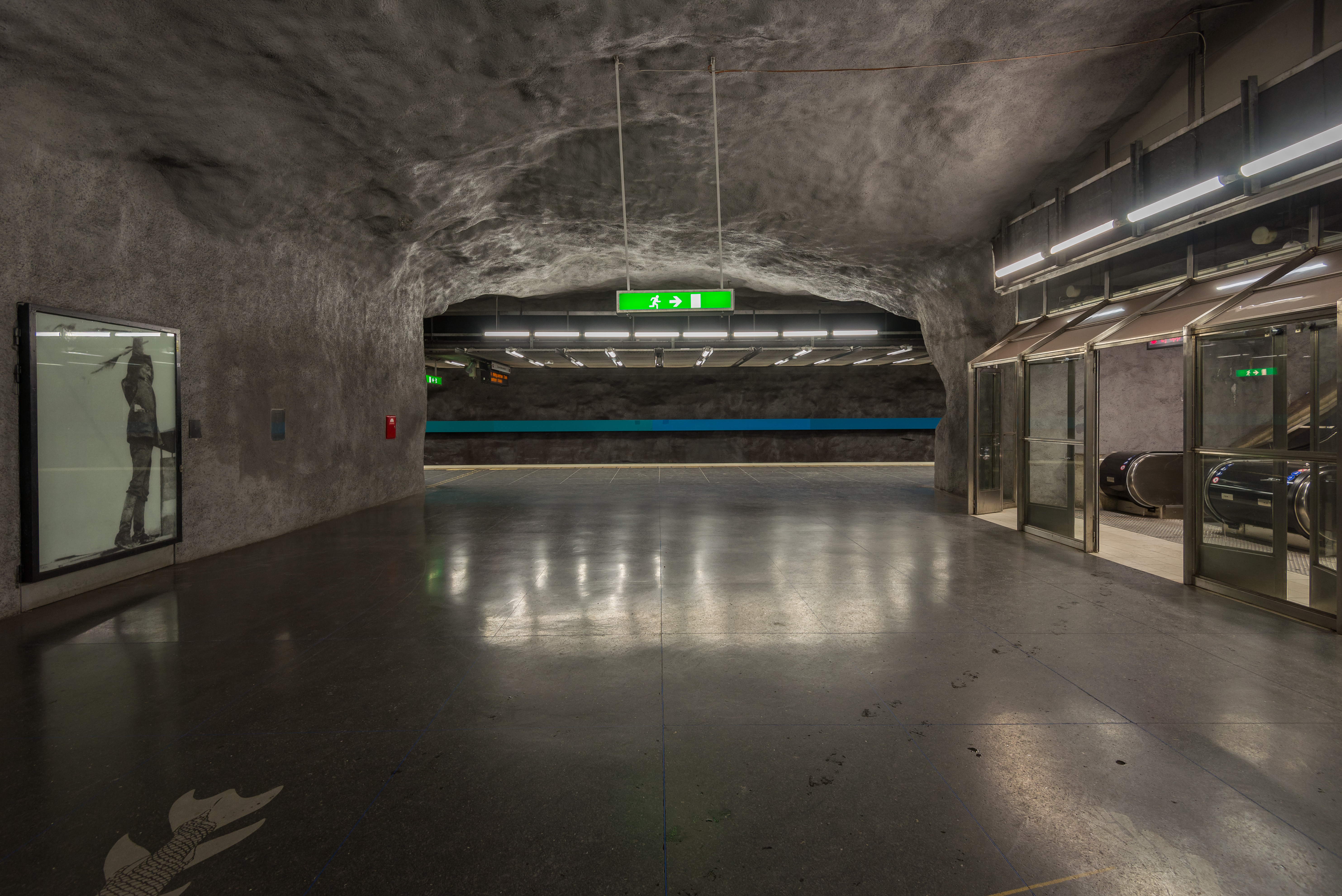
Ned- och uppgång från rulltrappor vid norra uppgången 2015.
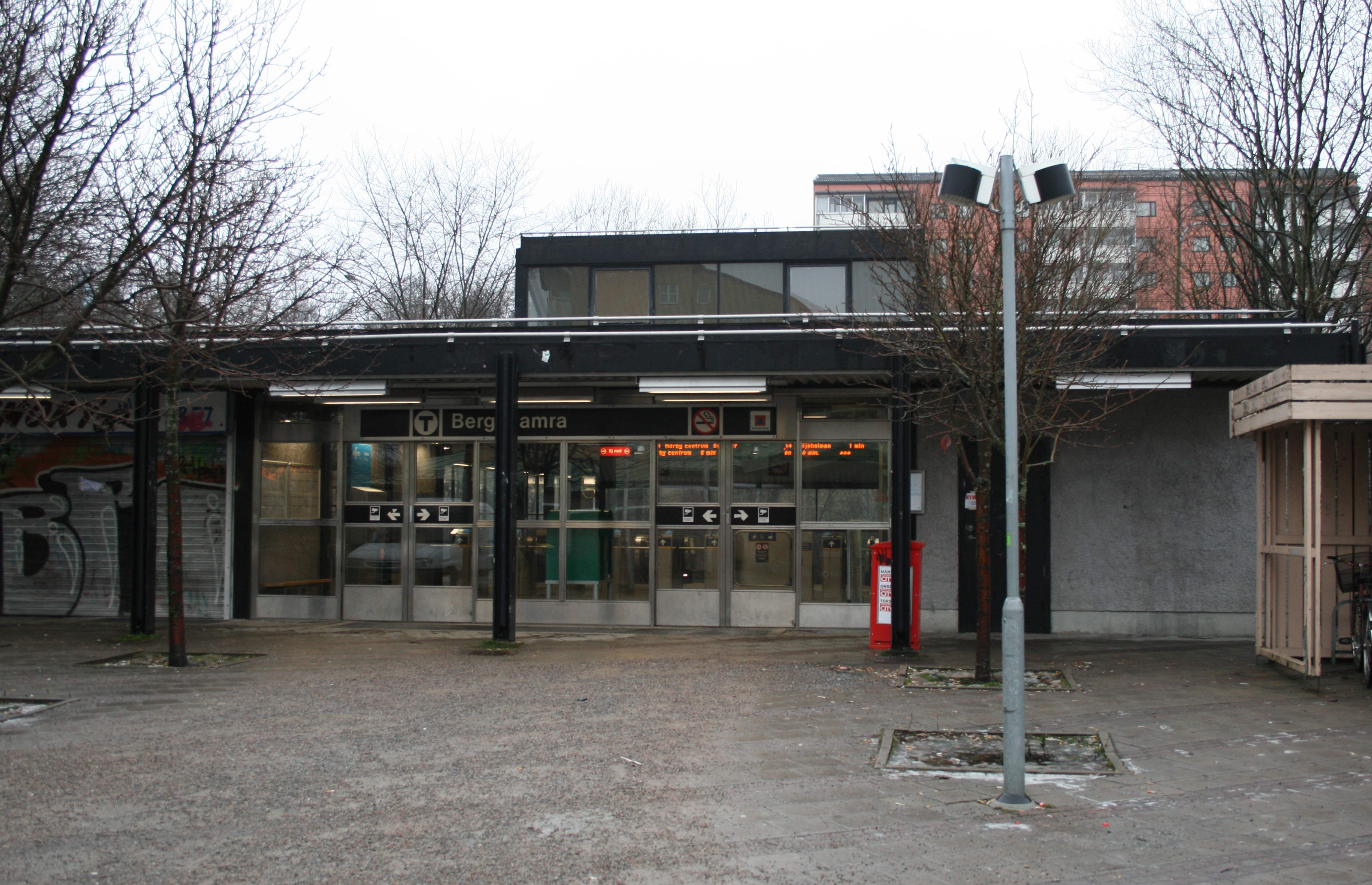
Södra uppgången.
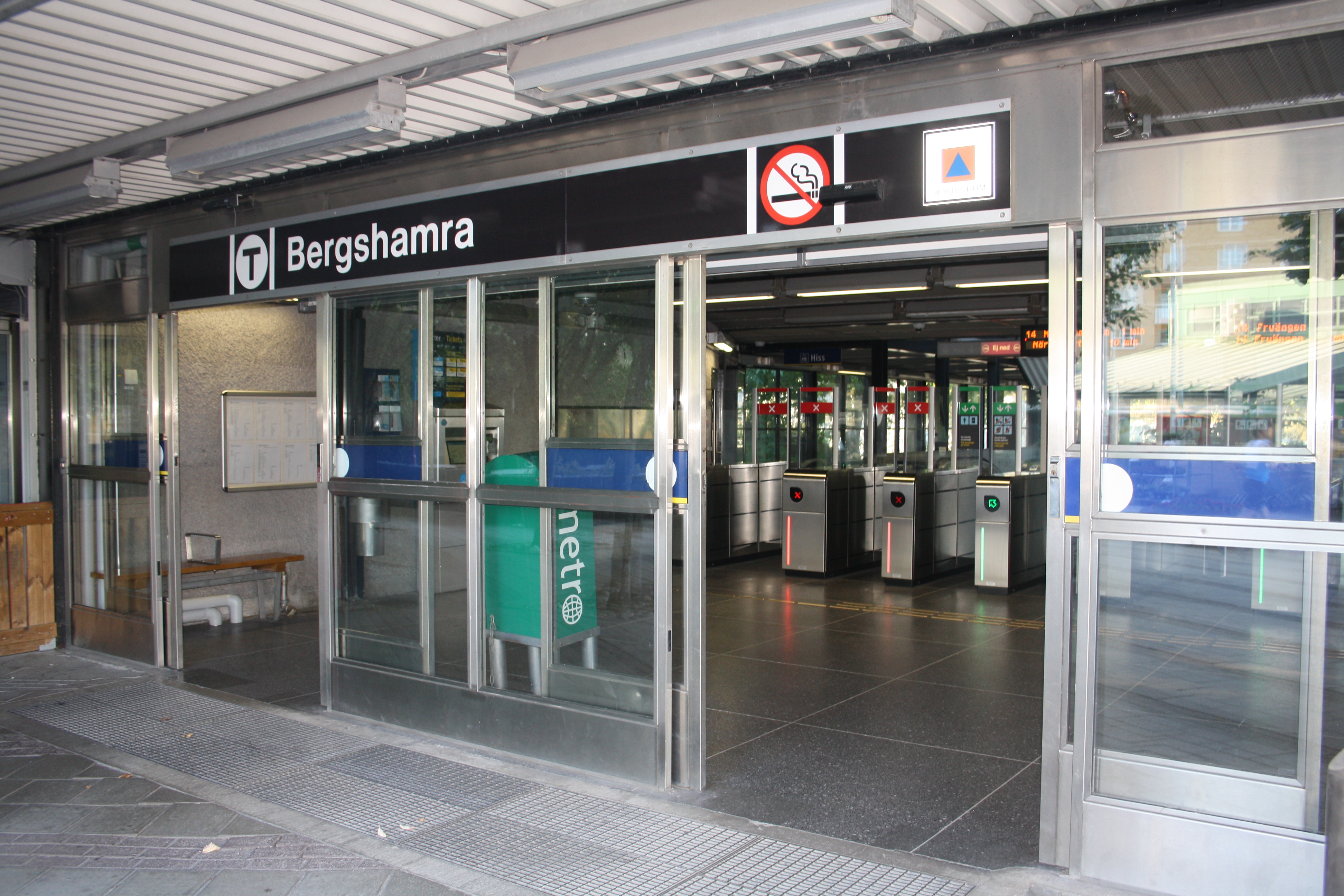
Södra uppgången 2016.
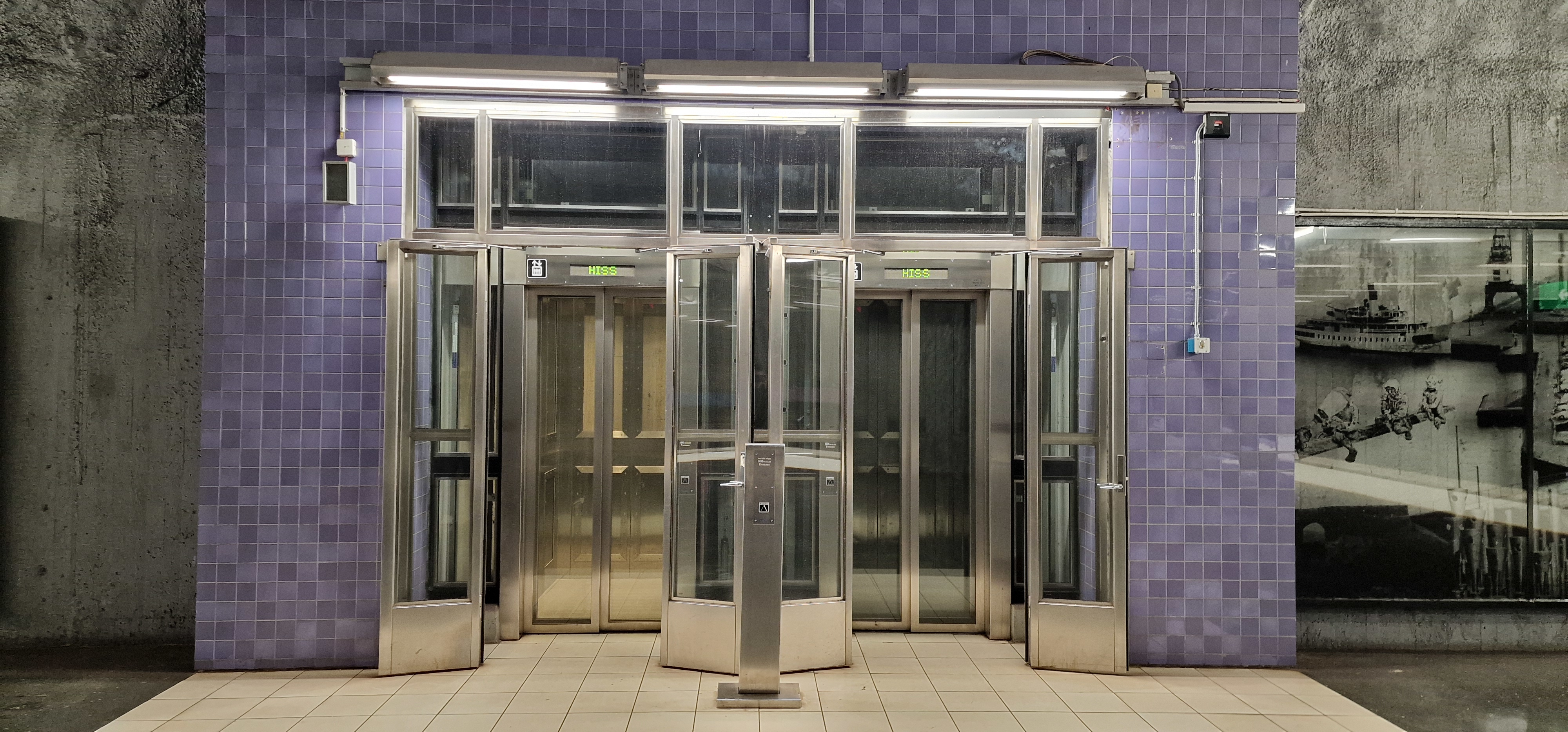
Bergshamra norra hissar 2024..